# Michael Levitt

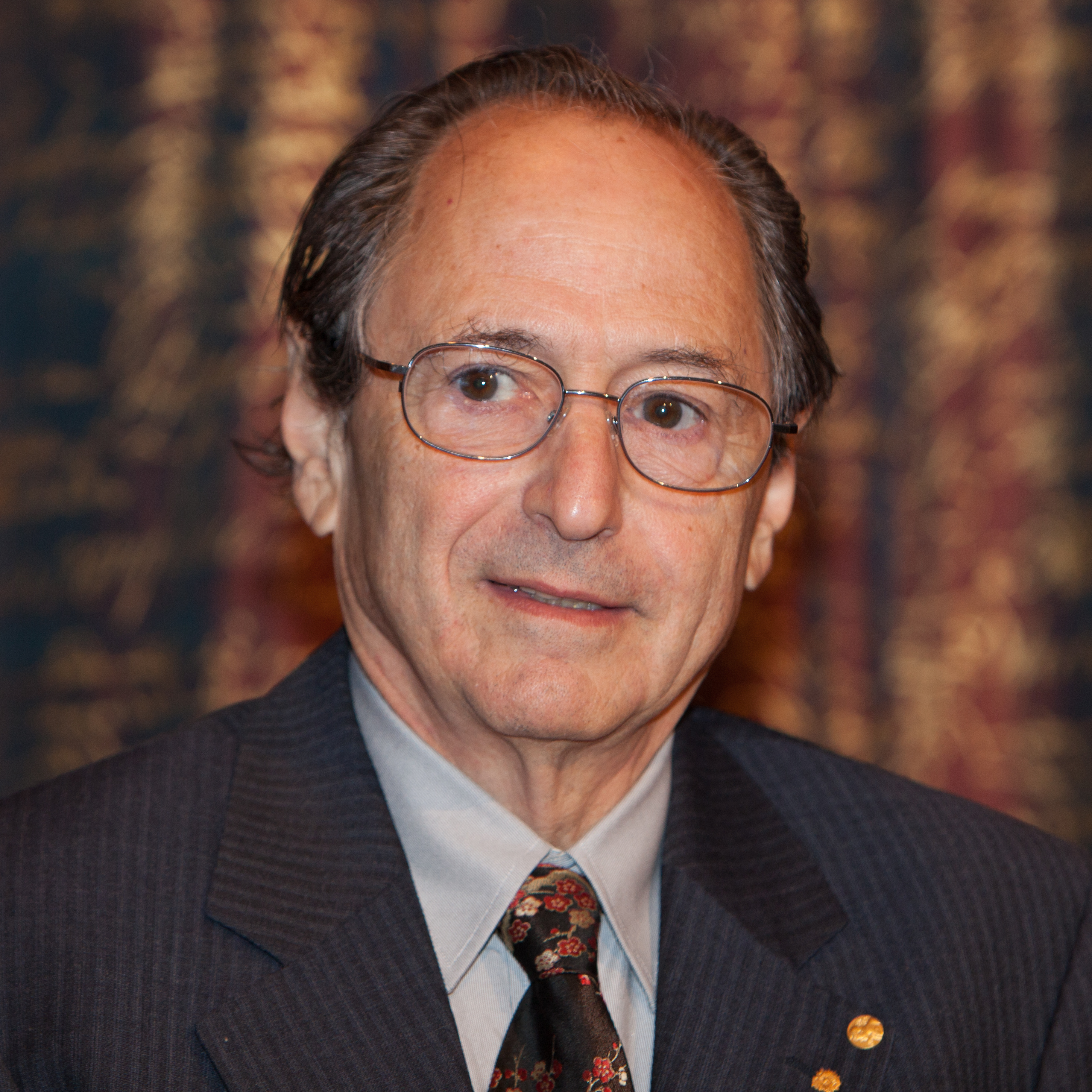
Michael Levitt (2013)

Michael Levitt (* 9. Mai 1947 in Pretoria) ist ein aus Südafrika stammender Chemiker und Biophysiker mit US-amerikanischer, britischer und israelischer Staatsbürgerschaft. Am 9. Oktober 2013 wurde ihm gemeinsam mit Martin Karplus und Arieh Warshel der Nobelpreis für Chemie „für die Entwicklung von Multiskalenmodellen für komplexe chemische Systeme“ zuerkannt.

## Leben und Wirken
Levitt wurde in Pretoria, Südafrika in eine jüdische Familie aus Plungė, Litauen geboren; Sein Vater war litauisch und seine Mutter ist tschechischer Abstammung.
Levitt studierte ab 1964 Physik am King’s College London mit dem Bachelor-Abschluss 1967 und wurde 1971 am Laboratory of Molecular Biology in Cambridge in Biophysik promoviert (Conformal Analysis of Proteins). Als Post-Doktorand war er 1972 bis 1974 EMBO-Fellow am Weizmann-Institut für Wissenschaften bei Shneior Lifson. 1974 bis 1979 war er Wissenschaftler am Laboratory of Molecular Biology in Cambridge und 1977 bis 1979 Gastwissenschaftler bei Francis Crick am Salk Institute im kalifornischen La Jolla. Ab 1979 war er Professor für physikalische Chemie am Weizmann-Institut und ab 1987 Professor für Strukturbiologie an der Stanford University. 1993 bis 2004 stand er der Abteilung für Strukturbiologie in Stanford vor.
Levitt war Gastprofessor am Weizmann-Institut, der Universität Paris und an der École Normale Superieure (Blaise Pascal Professur). 2001 wurde er Fellow der Royal Society, 2002 der National Academy of Sciences und 2010 der American Academy of Arts and Sciences.
Levitt leistete wichtige Beiträge zur Computer-Simulation zum Beispiel von Bewegung von Proteinen in Lösungen und Proteinfaltung. Er befasste sich aber neben Proteinen auch mit Computer-Simulationen zur strukturellen Biologie von RNA und DNA und fortgeschrittenen Methoden der Genomsequenz-Analyse mit dem Computer zur Gewinnung von Informationen über die im Genom codierten Proteine. Teilweise arbeitete er mit Arieh Warshel zusammen.
Nach Analyse der ihm vorliegenden Daten zur Coronavirus-Krankheit-2019 publizierte Levitt seine Forschungsresultate dazu, kritisierte die rigorosen Maßnahmen einiger Länder im Kampf gegen Corona und bezeichnete sie als gefährlich und unnötig.
Levitt ist seit 1968 verheiratet und hat drei Kinder.

## Schriften
- mit S. Lifson: Refinement of Protein Conformations Using a Macromolecular Energy Minimization Procedure. In: Journal of Molecular Biology. Band 46, 1969, S. 269–279.
- Detailed Molecular Model for Transfer Ribonucleic Acid. in: Nature. Band 224, 1969, S. 759–763.
- mit A. Warshel: Computer Simulation of Protein Folding. In: Nature. Band 253, 1975, S. 694–698.
- mit A. Warshel: Theoretical Studies of Enzymic Reactions: Dielectric, Electrostatic and Steric Stabilization of the Carbonium Ion in the Reaction of Lysozyme. In: Journal of Molecular Biology. Band 103, 1976, S. 227–249.
- mit C. Chothia: Structural Patterns in Globular Proteins. In: Nature. Band 261, 1976, S. 552–558.
- Simplified Representation of Protein Conformations for Rapid Simulation of Protein Folding. In: Journal of Molecular Biology. Band 104, 1976, S. 59–107.
- mit J. T. Finch, L. C. Lutter, D. Rhodes, R.S. Brown, B. Rushton, A. Klug: Structure of the Nucleosome Core Particles of Chromatin. In: Nature. Band 269, 1977, S. 29–35.
- mit A. Jack: Refinement of Large Structures by Simultaneous Minimization of Energy and R Factor. In: Acta Crystallogr. Band A34, 1978, S. 931–935.
- mit J. Janin, S. Wodak, B. Maigret: The Conformation of Amino Acid Side Chains in Proteins. In: Journal of Molecular Biology. Band 125, 1978, S. 357–386.
- Protein Conformation, Dynamics and Folding by Computer Simulation. In: Annual Review of Biophysics and Bioengineering. Band 11, 1982, S. 251–271.
- Protein Folding by Restrained Energy Minimization and Molecular Dynamics. In: Journal of Molecular Biology. Band 170, 1983, S. 723–764.
- mit R. Sharon: Accurate Simulation of Protein Dynamics in Solution. In: Proceedings of the National Academy of Sciences. Band 85, 1988, S. 7557–7561.
- mit C. Chothia, A. M. Lesk, A. Tramontano, S. J. Smith-Gill, G. Air, S. Sheriff, E. A. Padlan, D. Davies, W. R. Tulip, P. M. Colman: The Conformations of Immunoglobulin Hypervariable Regions. In: Nature. Band 342, 1989, S. 877–883.
- mit C. Queen, W. P. Schneider, H. E. Selick, P. W. Payne, N. F. Landolfi, J. F. Duncan, N. M. Avdalovic, R. P. Junghans, T. A. Waldmann: A Humanized Antibody that Binds to the IL-2 Receptor. In: Proceedings of the National Academy of Sciences. Band 86, 1989, S. 10029–10033.
- mit V. Daggett: Realistic Simulation of Native Protein Dynamics in Solution and Beyond. In: Annual Review of Biophysics and Biomolecular Structure. Band 22, 1993, S. 353–380.
- mit V. Daggett: Protein Unfolding Pathways Explored Through Molecular Dynamics Simulations. In: Journal of Molecular Biology. Band 232, 1993, S. 600–618.
- mit D. A. Hinds: From structure to sequence and back again. In: Journal of Molecular Biology. Band 258, 1996, S. 201–209.
- mit M. Gerstein, E.S. Huang, S. Subbiah, J. Tsai: Protein Folding: The End-Game. In: Annual Review of Biochemistry. Band 66, 1997, S. 549–579.
- mit Patrice Koehl: Protein topology and stability define the space of allowed sequences. In: Proceedings of the National Academy of Sciences. Band 99, 2002, S. 1280–1285.
- mit Y. Xia: Simulating Protein Evolution in Sequence and Structure Space. In: Current Opinion in Structural Biology. Band 14, 2004, S. 202–207.
- Nature of the protein universe. In: Proceedings of the National Academy of Sciences. Band 106, 2009, S. 11079–11084.
- mit M. Gerstein: Simulating water and the proteins of life. In: Scientific American. November 1998